# Gypsophila lepidioides
Gypsophila lepidioides är en nejlikväxtart som beskrevs av Pierre Edmond Boissier. Gypsophila lepidioides ingår i släktet slöjor, och familjen nejlikväxter. Inga underarter finns listade i Catalogue of Life.